# Матео Политано
Матео Политано (на италиански: Matteo Politano) е италиански футболист, нападател/офанзивно крило, който играе за Наполи.

## Кариера

### Рома
Политано е юноша на Рома, с които печели първенството „Алиеви“ U17 за 2010 г., както и Националното първенство по футбол за 2011 г. и Купата на Италия Примавера за 2012 г. Той е шестият най-добър голмайстор на младежкия отбор на Рома през сезон 2011/12 (7 гола). През юли 2012 г. Политано е даден под наем на Перуджа. Той прави своя професионален дебют в Копа Италия. Политано е титуляр в Лега Про Прима Дивизионе 2012, с 3 гола в първите 5 мача през септември 2012 г.

### Пескара
На 30 юни 2013 г. Пескара закупува Политано за €500 000.
На 27 юни 2015 г. Рома купува обратно Политано за €601 000.

### Сасуоло
На 2 юли 2015 г. клубът от Серия А Сасуоло подписва с Политано наем с опция за закупуване. През юни 2016 г. Сасуоло упражнява възможността си да купи Политано за постоянно.

### Интер
На 30 юни 2018 г. Политано подписва договор с Интер Милано до края на сезона под наем срещу €5 000 000, с възможност за закупуване за още €20 000 000 през юни 2019 г.

## Национален отбор
Дебютира за Италия на 28 май 2018 г. в приятелски мач срещу Саудитска Арабия.